# 카일리 파디야
카일리 파디야(Kylie Padilla, 1993년 1월 25일~)는 필리핀의 가수, 여자 배우이다.